# Auguste Comte (ouvrage)
Pour les articles homonymes, voir Comte (homonymie).
Auguste Comte est un essai du journaliste et homme politique français Charles Maurras écrit en 1902 et publié en 1905 en guise d'annexe à L'Avenir de l'intelligence. Le texte est une monographie du philosophe Auguste Comte. 

## Présentation

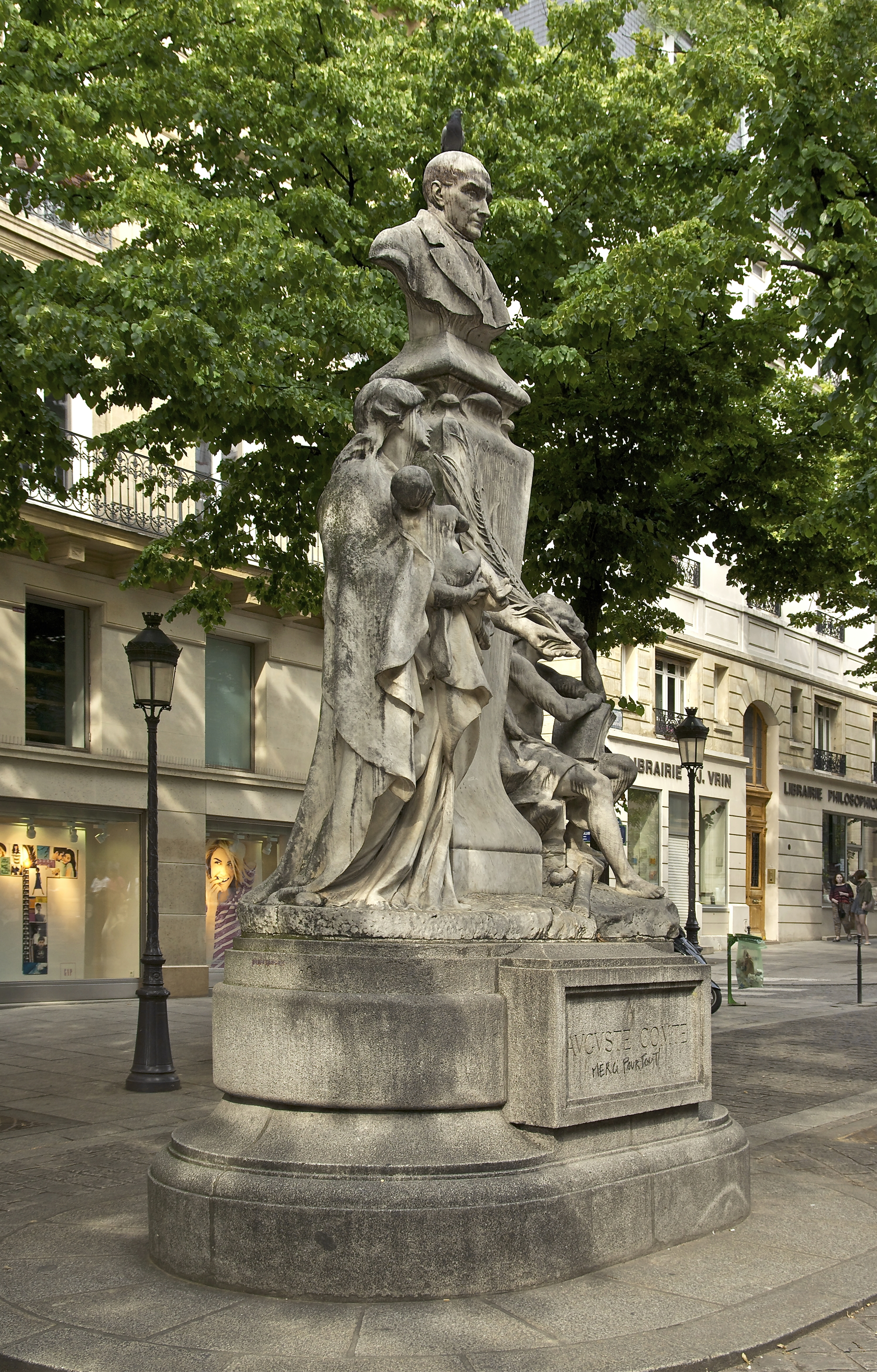
Monument Auguste Comte, place de la Sorbonne, inauguré en 1902.

Le texte est publié originellement dans la revue Minerva le 15 mai 1902, l'année de l'érection d'une statue de Comte, place de la Sorbonne.

Pour l'historien Michael Sutton, ce texte est un « double appel » envoyé premièrement aux catholiques protégés « de toute contagion anarchiste ou individualiste », de sorte qu'ils demeurent fidèles et dans la sagesse, et deuxièmement aux athées « afin qu’ils puissent trouver un succédané à la foi catholique dans le positivisme bien compris de Comte ». L'historien Martin Motte décèle une forte connotation autobiographique lorsque Maurras s'adresse aux agnostiques. Le portrait qu'il dresse de Charles Jundzill, disciple polonais d'Auguste Comte, serait en fait son propre reflet. Du fait de son propre agnosticisme, Maurras se rallie au positivisme d'Auguste Comte de sorte à compenser son absence de raisonnement métaphysique. Le positivisme évacue l'idée de Dieu mais admet la nécessité d'une religion. Auguste Comte était convaincu que l'église positiviste accoucherait d'une sociocratie, autrement dit, une société dans laquelle « les sociologues, ayant percé au jour les lois directrices de la société, présideraient au culte de l'Humanité avec une rigueur toute mathématique ».

« Corrélativement, l'Action française tendit à jouer un rôle analogue à celui de l'Église positiviste, du moins aux yeux des maurrassiens agnostiques ; es maurrassiens catholiques, quant à eux, y virent plutôt une force appelée à restaurer dans ses prérogatives traditionnelles le catholicisme, religion historique de la France. »

— Martin Motte
La religion comtienne de l'humanité passionne Maurras. Toutefois, il la limite à un cadre national devant l'amplification des guerres en Europe et dans le monde. Que ce soit pour Joseph de Maistre, Louis de Bonald, Auguste Comte ou Charles Maurras, il est impossible de concevoir la politique sans la religion. Maurras préfère se référer à Comte car détenteur d'une philosophie de l'histoire, absente chez les deux autres auteurs contre-révolutionnaires.